# Gena Lee Nolin
Gena Lee Nolin (Duluth, 29 novembre 1971) è un'attrice e modella statunitense, nota soprattutto per la serie televisiva Baywatch.

## Biografia
Durante la sua infanzia visse in una fattoria, era una bambina vivace, le piaceva pattinare e giocare a pallacanestro, pallavolo e softball. Nell'età dell'adolescenza la famiglia si trasferì a Las Vegas. Qui vinse il primo concorso di bellezza (miss Las Vegas), dopo che i suoi familiari ed i suoi amici insistettero perché partecipasse. Dopo il diploma di scuola secondaria, Gena si trasferì a Los Angeles per motivi di studio, intanto si trovò alcuni lavoretti: fece anche la cameriera.
Nel 1993, dopo essersi sposata due volte, debuttò in televisione. Nel 1995 fece parte, nel personaggio di Neely Capshaw, della popolarissima, in tutto il mondo, serie televisiva Baywatch. Nel 2000, dopo l'esperienza di Baywatch, diventa protagonista del telefilm Sheena (personaggio ispirato ad un fumetto omonimo pubblicato per la prima volta nel 1942 dalla casa editrice Fiction House) Nel 2002 si sposò per la terza volta, con un giocatore di hockey militante nella NHL, Cale Hulse. Ha due figli, uno dal secondo marito e l'altro dal terzo.

## Filmografia parziale

### Cinema
- The Underground Comedy Movie, regia di Vince Offer (1999)
- The Flunky, regia di Vincent Van Patten (2000)
- Killing Hasselhoff, regia di Darren Grant (2017)

### Televisione
- Baywatch - serie TV, 64 episodi (1995-1998)
- Sheena - serie TV, 35 episodi (2000-2002)
- Baywatch - Matrimonio alle Hawaii (Baywatch: Hawaiian Wedding), regia di Douglas Schwartz - film TV (2003)
- Sharknado 4, regia di Anthony C. Ferrante - film TV (2016)